# Tadeusz Chrzan
Tadeusz Chrzan (ur. 14 września 1963 w Grodzisku Dolnym) – polski polityk i samorządowiec, starosta jarosławski (2006–2010, 2014–2019), poseł na Sejm IX i X kadencji.

## Życiorys
Absolwent Technikum Drogowo-Geodezyjnego w Jarosławiu oraz studiów z zakresu zarządzania na Politechnice Lubelskiej. Ukończył również studia MBA w Wyższej Szkole Menedżerskiej w Warszawie.
W latach 80. działał w podziemnej Federacji Młodzieży Walczącej. W 1991 dołączył do Konfederacji Polski Niepodległej. W wyborach samorządowych w 1998 bezskutecznie ubiegał się o mandat radnego powiatu z listy Akcji Wyborczej Solidarność. Później wstąpił do Prawa i Sprawiedliwości. W strukturach PiS obejmował funkcje członka zarządu okręgu później, delegata na kongres krajowy i członka Rady Politycznej.
W 2006 uzyskał mandat radnego powiatu jarosławskiego. Z powodzeniem ubiegał się o reelekcję w wyborach samorządowych w 2010, 2014 i 2018. W kadencjach 2006–2010 i 2014–2018 pełnił funkcję starosty, ponownie objął ten urząd po wyborach w 2018. W 2019 powołany na wiceprezesa Związku Powiatów Polskich.
W wyborach parlamentarnych w tym samym roku uzyskał mandat posła na Sejm IX kadencji, startując z dziesiątej pozycji na liście Prawa i Sprawiedliwości w okręgu krośnieńskim i otrzymując 11 177 głosów. W wyborach w 2023 z powodzeniem ubiegał się o reelekcję, uzyskując 12 184 głosy.

## Odznaczenia i wyróżnienia
W 2019 prezydent RP Andrzej Duda odznaczył go Srebrnym Krzyżem Zasługi.
Podczas kadencji 2014–2018 został wyróżniony tytułem „Najlepszego Starosty Podkarpacia” w konkursie „Podkarpacka Nagroda Samorządowa”; zarządzany przez niego powiat uznano wówczas za najlepszy powiat województwa podkarpackiego. W 2018 uhonorowany przez Związek Powiatów Polskich tytułem „Samorządowca 20-lecia”.

## Życie prywatne
Syn Mieczysława i Weroniki. Żonaty z Jadwigą, ma dwoje dzieci.